# Flying Padre
Flying Padre – krótkometrażowy film dokumentalny z 1951 roku w reżyserii Stanleya Kubricka.

## Opis fabuły
Dokument przedstawia dwa dni z życia katolickiego księdza Freda Stadtmuellera, którego nowomeksykańska parafia zajmuje potężny obszar. By dostać się do swych parafian duchowny przemieszcza się do nich jednopłatowcem.
Komentując ten film, Kubrick uznał, że jest on "głupi".